# 梅爾文 (伊利諾伊州)
梅爾文（英語：Melvin）是位於美國伊利諾伊州福特縣的一個村落。

## 地理
梅爾文的座標為40°34′10″N 88°10′56″W / 40.56944°N 88.18222°W，而該地最高點為海拔高度248米（即810英尺）。

## 人口
根據2010年美國人口普查的數據，梅爾文的面積為0.87平方千米，當中陸地面積為0.87平方千米，而水域面積為0.00平方千米。當地共有人口452人，而人口密度為每平方千米519人。